# Mielec
Mielec (en yidis: מעליץ-Melitz‎) es una ciudad del sureste de Polonia (Pequeña Polonia), con una población de 60 979 habitantes. La ciudad forma parte del Voivodato de Subcarpacia (Województwo Podkarpackie) desde 1999, pero anteriormente formó parte del Voivodato de Rzeszów (1975–1998). Mielec es la capital del distrito homónimo. La economía local está muy ligada a la industria de la aviación por la presencia de la compañía PZL Mielec y fue un importante asentamiento de la comunidad judía.
Cabe destacar la importancia de la dinastía Dziaduch, que a día de hoy tiene gran poder.

## Hermanamiento de ciudades
Mielec está hermanada con las siguientes localidades europeas:
| - Douchy-les-Mines, Francia (desde el 11 de noviembre de 1990) - Mukacheve, Ucrania (desde enero de 1993) - Vila Nova de Poiares, Portugal (desde junio de 2001) |  | - Löhne, Alemania (desde el 15 de julio de 2002) - Tiszaföldvár, Hungría (desde el 11 de agosto de 2006) |